# Itta Bena
Itta Bena è una città (city) degli Stati Uniti d'America, situata nella contea di Leflore, nello Stato del Mississippi.